# Hájek (tvrz)
Hájecká tvrz je zaniklé panské sídlo v Hájku v okrese Karlovy Vary. Zachovalo se po ní pouze okrouhlé tvrziště, které je od roku 1964 chráněno jako kulturní památka.

## Historie
Tvrz v Hájku vznikla pravděpodobně ve čtrnáctém století, ale písemné prameny ji poprvé zmiňují až v roce 1567, kdy patřila Kryštofu Hoffmannovi z Münchshofu. Za něj nebo za jeho potomků v šestnáctém století zanikla a nahradila ji renesanční tvrz postavená o něco dále na sever. Nová tvrz beze stopy zanikla někdy po roce 1842, ale podle starých popisů měla podobu obdélné budovy.

## Stavební podoba
Pozůstatkem starší gotické tvrze je okrouhlé tvrziště a část vodního příkopu. Tvrziště má průměr asi dvacet metrů, ale od šedesátých let dvacátého století se výšková úroveň prostřední části snížila více než o metr. Novodobými zásahy byl narušen také příkop, jehož fragmenty se zachovaly na jižním a severovýchodním okraji tvrziště.

## Přístup
Tvrziště se nachází na soukromých pozemcích mezi domy čp. 68 a 143, které nejsou volně přístupné.